# WISE 0038+2768
WISE 0038+2768 (= WISE J003829.05+275852.1) is een bruine dwerg met een spectraalklasse van T9. De ster bevindt zich 36,4 lichtjaar van de zon.